# Robyn Swatman
Robyn Swatman (19 de febrero de 2004) es una deportista británica que compite en natación sincronizada. Ganó una medalla de bronce en el Campeonato Europeo de Natación de 2024, en la prueba equipo libre.
Estudia el grado en Rendimiento Deportivo en la Universidad de Bath.

## Palmarés internacional
| Campeonato Europeo | Campeonato Europeo | Campeonato Europeo | Campeonato Europeo |
| Año                | Lugar              | Medalla            | Prueba             |
| ------------------ | ------------------ | ------------------ | ------------------ |
| 2024               | Belgrado (Serbia)  | Medalla de bronce  | Equipo libre       |